# (373) Mélusine
Pour les articles homonymes, voir Mélusine.
(373) Mélusine est un astéroïde de la ceinture principale découvert par Auguste Charlois le 15 septembre 1893.